# Jáchym Šíp
Jáchym Šíp (* 22. ledna 2003) je český fotbalista, který hraje jako záložník za Sigmu Olomouc.

## Klubová kariéra
Dne 6. dubna 2021 debutoval za Olomouc, když nastoupil jako náhradník v 82. minutě zápasu se Slováckem.

## Reprezentační kariéra
Hrál za mládežnické reprezentace Česka.
V září 2020 byl náhradník v zápase seniorské reprezentace se Skotskem.